# Зграда у ул. Светозара Марковића 69 у Крагујевцу
Зграда у ул. Светозара Марковића 69 у Крагујевцу представља непокретно културно добро као споменик културе, одлуком Владе Републике Србије бр. 633-3153/97-23, од 8. августа 1997. године, Службени гласник РС 39, од 5. септембра 1997. године.
Зграда је вишеспратница, састављена из два тракта, развијене основе и осно симетрична. Подигнута у духу еклектизма, са јако израженим утицајем академизма и класицистичком пластиком. Саграђена је од опеке и армираног бетона, одмах након Првог светског рата под називом Дом милосрђа, као интернат за ученике и војне питомце из Македоније.
Данас је у њој смештен Медицински факултет у Крагујевцу.